# 광대버섯속

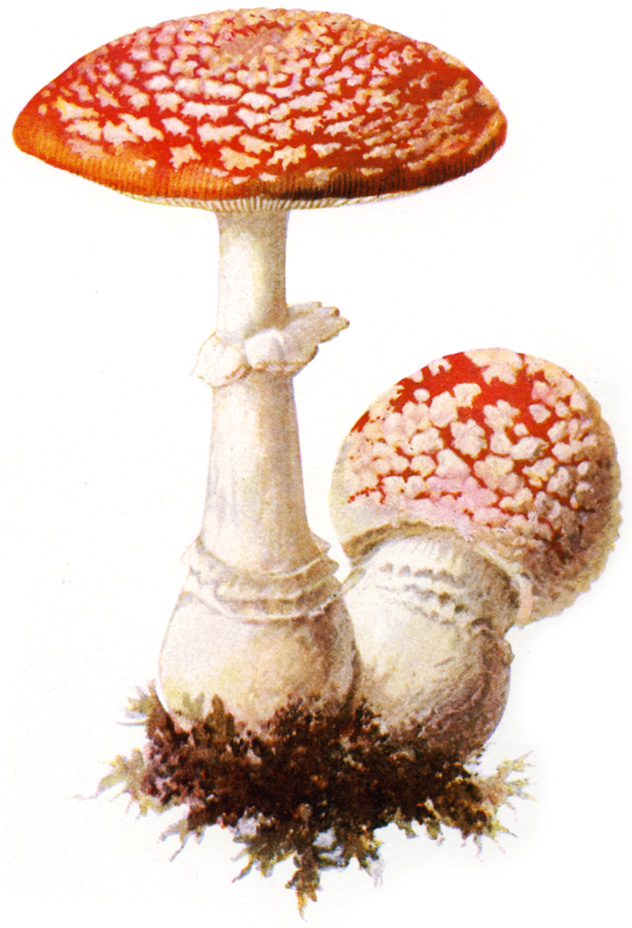
광대버섯

광대버섯속(아마니타, Amanita)에는 전 세계에서 발견되는 가장 독성이 강한 것으로 알려진 버섯과 잘 알려진 식용 버섯을 포함하여 약 600종의 버섯이 포함되어 있다. 이 속은 버섯 중독으로 인한 사망자의 약 95%를 차지하며, 사망 상한선 자체가 약 50%를 차지한다. 이 버섯에 존재하는 가장 강력한 독소는 알파아마니틴(α-Amanitin)이다.
이 속에는 식용 버섯도 많이 포함되어 있지만, 균류학자들은 전문가가 아닌 버섯 사냥꾼이 인간이 섭취할 버섯을 선택하는 것을 권장하지 않는다. 그럼에도 불구하고 일부 문화권에서는 더 큰 지역 식용 광대버섯이 지역 재배 기간 동안 시장의 중심이 된다.
많은 종은 식용 가능 여부가 알려져 있지 않다.

## 같이 보기
- 알광대버섯